# بن 10: إليين فورس (لعبة فيديو)
بن 10: إليين فورس (بالإنجليزية: Ben 10: Alien Force)‏ هي لعبة فيديو من نوع أكشن-مغامرات، صدرت في أكتوبر 28, 2008، وهي متوفرة على أجهزة وي وبلاي ستيشن 2 وبلاي ستيشن بورتبل ونينتندو دي إس. اللعبة من تطوير بلاي ستيشن بورتبل.

## روابط خارجية
- بن 10: إليين فورس على موقع IMDb (الإنجليزية)